# Cyrko
Cyrko, właśc. Martyna Cyrko (ur. 23 stycznia 2002 w Gorzowie Wielkopolskim) – polska piosenkarka i autorka tekstów.

## Życiorys
Urodziła się 23 stycznia 2002 w Gorzowie Wielkopolskim, w województwie lubuskim. Jest absolwentką III Liceum Ogólnokształcącego w Gorzowie Wielkopolskim, a także studentką pedagogiki na Uniwersytecie imienia Adama Mickiewicza w Poznaniu.

## Kariera
20 marca 2020 wydała swój debiutancki singel pt. „Bobobo”. Największą popularność przyniósł jej singel „Prywatny bal”, który uzyskał status diamentowej płyty za sprzedaż ponad 250 tysięcy kopii. 21 lipca 2023 wydała swój pierwszy minialbum Prywatny bal, który został wydany nakładem wytwórni muzycznej Sony Music Entertainment Poland.

## Dyskografia

### Albumy studyjne
| Rok  | Album | Sprzedaż       | Certyfikat          |
| ---- | --- | -------------- | ------------------- |
| 2025 | Demolka - Wydany: 14 lutego 2025 - Wytwórnia: Sony Music Entertainment Poland - Format: CD, digital download, streaming | - POL: 15 000+ | - ZPAV: złota płyta |

### Minialbumy
| Rok  | Dane dot. albumu |
| ---- | --- |
| 2023 | Prywatny bal - Wydany: 21 lipca 2023 - Wytwórnia: Sony Music Entertainment Poland - Format: digital download, streaming |

### Single
| Rok                                                      | Tytuł                                   | Najwyższe pozycje na listach | Certyfikat               | Album        |
| Rok                                                      | Tytuł                                   | POL (airplay)                | Certyfikat               | Album        |
| -------------------------------------------------------- | --------------------------------------- | ---------------------------- | ------------------------ | ------------ |
| 2020                                                     | „Bobobo”                                | –                            |                          | –            |
| 2020                                                     | „Formy”                                 | –                            |                          | –            |
| 2020                                                     | „Parę parę dziewczyn”                   | –                            |                          | –            |
| 2021                                                     | „Wroclove”                              | –                            |                          | –            |
| 2021                                                     | „Stonka”                                | –                            |                          | –            |
| 2021                                                     | „Gify jaki to film?”                    | –                            |                          | –            |
| 2022                                                     | „Jakby już zawsze było lato”            | –                            |                          | –            |
| 2022                                                     | „Makijaż z euforii”                     | –                            |                          | Prywatny bal |
| 2023                                                     | „Prywatny bal”                          | 23                           | - ZPAV: diamentowa płyta | Prywatny bal |
| 2023                                                     | „#Mójbyły”                              | –                            |                          | Prywatny bal |
| 2023                                                     | „Dwuosobowy gang”                       | –                            |                          | Prywatny bal |
| 2023                                                     | „Gdzieś już to słyszałam”               | –                            |                          | Prywatny bal |
| 2023                                                     | „Nie będę Twoją dziewczyną w te święta” | –                            |                          | –            |
| 2024                                                     | „Chcę tylko krzyczeć”                   | –                            |                          | Demolka      |
| 2024                                                     | „Ja się chyba zakochałam”               | –                            |                          | Demolka      |
| 2024                                                     | „Dziewczyna z plakatu”                  | –                            |                          | Demolka      |
| 2024                                                     | „Nikt nie kochał mnie (tak jak ja)”     | –                            |                          | Demolka      |
| 2025                                                     | „Was dwóch”                             | –                            |                          | Demolka      |
| „–” oznacza, że singel nie był notowany na danej liście. |                                         |                              |                          |              |